# Правителство на Кимон Георгиев 1
Първото правителство на Кимон Георгиев е петдесет и първо правителство на Царство България, назначено с Указ № 2 от 19 май 1934 г. на цар Борис III. Управлява страната до 22 януари 1935 г., след което е наследено от правителството на Пенчо Златев.

## Политика
Деветнадесетомайският преврат е посрещнат враждебно от всички политически партии, представители на които го осъждат в различна степен. Въпреки че те не организират активна съпротива срещу новото правителство, то предприема превантивни мерки срещу някои политически лидери – в провинцията са интернирани земеделци, като Димитър Гичев и Христо Стоянов, социалисти, като Петър Джидров, либерали, като Боян Смилов, бивши офицери, като Димитър Порков, и общественици, като Данаил Крапчев.
Българската работническа партия отправя призив за обща стачка и въстание, но той остава без последствия. Правителството полага особени усилия за ликвидирането на комунистическите групи в армията и на запазената след забраната на партиите нелегална комунистическа организация. Над 500 комунисти получават тежки присъди, включително смъртни, десетки са убити, а голям брой са принудени да напуснат страната.

### Вътрешна политика

#### Задачи
Още в първите дни на съществуването си новото правителство пристъпва към съществени преобразувания във вътрешния живот на страната. Народното събрание е разпуснато и кабинетът управлява с наредби закони, подписвани от царя, позовавайки се на член 47 от Търновската конституция. На 14 юни са забранени политическите партии и профсъюзите, както и техните печатни органи, а имуществото им е национализирано. Окръзите и общините са окрупнени, самоуправлението им е премахнато и заменено с назначавани от правителството чиновници. Въведени са по-строги критерии за квалификация на учителите, десетки училища са закрити, а над 2 хиляди учители остават без работа. Организирана е кампания за замяна на традиционните имена на множество селища в страната с български.
През юни е създадена Дирекция на обществената обнова, която трябва да постави основите на режим със систематична пропаганда и казионни обществени организации. Въведена е строга цензура, много печатни издания са забранени. Създаден е Просветен съюз – казионен синдикат на служителите в областта на образованието, последван от Български работнически съюз. Обществената обнова провежда стотици проправителствени събрания в цялата страна, но техният отзвук сред обществеността е ограничен.
С цел да увеличи държавните приходи и да субсидира земеделието правителството създава държавни монополи в търговията със зърно, спирт и тютюн, което силно разстройват дейността в тези сектори. До 40% от дълговете, трудно обслужвани след началото на Голямата депресия, са анулирани, останалите са разсрочени, а мерките за изпълнение на задълженията са ограничени. Няколко изпаднали в затруднения частни банки са консолидирани и реанимирани с държавни капитали, образувайки Банка „Български кредит“. Двете големи държавни банки също са обединени в Българска земеделска и кооперативна банка. Създадена е служба за обществено подпомагане към вътрешното министерство, която се финансира със специален данък, въведено е безплатно лечение на бедните в обществените болници.

#### Цели
Една от обявените цели на Деветнадесетомайския преврат е възстановяването на суверенитета на Царство България над цялата територия на страната, разбирано като ликвидиране на дейността на Вътрешната македонска революционна организация (ВМРО). На 4 септември е издадена Наредба закон за безопасността на държавата, практически поставяща ВМРО извън закона и възлагаща разследването срещу дейността ѝ на военните съдилища, полицията и армията започват масови арести на активисти на ВМРО и конфискации на оръжие и имущество. През следващите две години Софийският военнополеви съд разглежда десетки дела по конкретни случаи на убийства, отвличания и рекет от дейци на ВМРО в югозападна България. Издадени са множество тежки присъди, сред тях 21 смъртни, включително срещу водача на организацията Иван Михайлов.

### Външна политика
Във външната политика правителството се обявява за приемственост с предходните кабинети, като поставя акцент върху добрите отношения със съседните държави, сключили в началото на годината Балканския пакт. Сключен е търговски договор с Югославия, а в края на септември е организирано посещение в България на югославския крал Александър I, приветстван в София от многохилядни тълпи. Правителството на Кимон Георгиев активизира започнатите от предишния кабинет преговори със Съветския съюз и през юли между двете държави са установени дипломатически отношения.
През есента на 1934 г. в управляващите среди и Военния съюз се оформят две обособени крила – промонархическо, начело с Пенчо Златев, и прорепубликанско, водено от Дамян Велчев. През октомври Кимон Георгиев се опитва да отстрани Златев от ръководството на военното министерство, заменяйки го с Велчев, но ръководството на Военния съюз се противопоставя. На конгреса на Военния съюз през ноември Дамян Велчев остава в изолация, като организацията отхвърля голяма част от политиката на кабинета.

### 1935, разпускане на правителството
На 21 януари 1935 г. Централното управление на Военния съюз разглежда дейността на правителството и е взето решение част от политическите лица в кабинета, главно от „Звено“, да бъдат заменени с военни. На следващия ден Кимон Георгиев подава оставката на правителството и е назначен нов кабинет начело с Пенчо Златев.
От този момент царят става пълен разпоредител със съдбините на страната – положение, което запазва до края на своето царуване (1943), въпреки опита за реванш на Дамян Велчев през есента на 1935 г.

## Съставяне
Кабинетът, оглавен от Кимон Георгиев, е образуван от дейци на офицерската организация „Военен съюз“ и на политическия кръг „Звено“, който няколко дни по-късно формално се саморазпуска.

### Кабинет
Сформира се от следните 8 министри:
| министерство                      | име | име                  | партия                |
| --------------------------------- | --- | -------------------- | --------------------- |
| председател на Министерския съвет |     | Кимон Георгиев       | Звено                 |
| вътрешни работи и народно здраве  |     | Петър Мидилев        | безпартиен            |
| външни работи и изповедания       |     | Кимон Георгиев       | Звено                 |
| народно просвещение               |     | Янаки Моллов         | Демократически сговор |
| финанси                           |     | Петър Тодоров        | Звено                 |
| правосъдие                        |     | Петър Мидилев (упр.) | безпартиен            |
| война                             |     | Пенчо Златев         | военен                |
| народно стопанство1.1             |     | Коста Бояджиев       | Звено                 |
| съобщения1.2                      |     | Никола Захариев      | БЗНС Врабча 1         |

1: – министерството е създадено с изменение на конституцията от 19 май 1934 г. със закриване на старите – Министерство на търговията, промишлеността и труда и Министерство на земеделието и държавните имоти1.1 и Министерство на обществените сгради, пътищата и благоустройството и Министерство на железниците, пощите и телеграфите1.2.

### Промени в кабинета

#### от 23 май 1934
| министерство                | име | име                | партия                |
| --------------------------- | --- | ------------------ | --------------------- |
| правосъдие                  |     | Кимон Георгиев     | Звено                 |
| външни работи и изповедания |     | Константин Батолов | Демократическа партия |

## Събития

### 1934
- 26 август 1934 – Н.Ц.В. Борис III и Кимон Георгиев откриват Паметника на свободата на връх Шипка